# Nemastoma grabovicae
Nemastoma grabovicae is een hooiwagen uit de familie aardhooiwagens (Nemastomatidae). Het werd een junior subjectief synoniem van Paranemastoma titaniacum (Roewer, 1914) in Karaman (1995). Na 2023 de geldige combinatie is Paranemastoma titaniacum (Roewer, 1914).